# NGC 5705
NGC 5705 is een balkspiraalstelsel in het sterrenbeeld Maagd. Het hemelobject werd op 17 mei 1884 ontdekt door de Franse astronoom Édouard Jean-Marie Stephan.

## Synoniemen
- UGC 9447
- MCG 0-37-21
- ZWG 19.76
- IRAS 14371-0029
- PGC 52395